# Жерар Макі Хаїтонг
Жерар Макі Хаїтонг (англ. Gérard Maki Haitong, фр. Gérard Maki Haitong, 6 липня 1978) — вануатський футболіст, що грав на позиції півзахисника. Відомий за виступами в клубах «Тафеа» й «Амікаль», а також за національну збірну Вануату.

## Клубна кар'єра
Жерар Макі Хаїтонг розпочав виступи на футбольних полях у 1998 році в команді «Тафеа», у складі якої грав до 2003 року, та став у її складі шестиразовим чемпіоном Вануату. У 2003 році футболіст перейшов до складу команди «Амікаль», у складі якої грав до 2007 року, після чого завершив виступи на футбольних полях.

## Виступи за збірну
У 1998 році Жерар Макі Хаїтонг дебютував у складі національної збірної Вануату. У складі команди був учасником 4 Кубків націй ОФК — Кубка націй ОФК 1998 року, Кубка націй ОФК 2000 року, Кубка націй ОФК 2002 року та Кубка націй ОФК 2004 року. У складі збірної країни виступав до 2007 року, зігравши у її складі 20 матчів, у яких відзначився 2 забитими голами.